# Красица (Бакар)
Красица је насељено место у саставу града Бакра у Приморско-горанској жупанији, Република Хрватска.

## Историја
До територијалне реорганизације у Хрватској налазила се у саставу старе општине Ријека.

## Становништво
На попису становништва 2011. године, Красица је имала 1.353 становника.

## Попис1991.
На попису становништва 1991. године, насељено место Красица је имало 1.151 становника, следећег националног састава:
| Попис 1991.‍   | Попис 1991.‍  | Попис 1991.‍ | Попис 1991.‍ | Попис 1991.‍ |
| ------------- | ------------ | ----------- | ----------- | ----------- |
|               |              |             |             |             |
| Хрвати        | Хрвати       |             | 1.000       | 86,88%      |
| Срби          | Срби         |             | 52          | 4,51%       |
| Југословени   | Југословени  |             | 21          | 1,82%       |
| Албанци       | Албанци      |             | 12          | 1,04%       |
| Мађари        | Мађари       |             | 5           | 0,43%       |
| Македонци     | Македонци    |             | 4           | 0,34%       |
| Словенци      | Словенци     |             | 4           | 0,34%       |
| Црногорци     | Црногорци    |             | 2           | 0,17%       |
| Италијани     | Италијани    |             | 1           | 0,08%       |
| Немци         | Немци        |             | 1           | 0,08%       |
| Украјинци     | Украјинци    |             | 1           | 0,08%       |
| неопредељени  | неопредељени |             | 19          | 1,65%       |
| непознато     | непознато    |             | 29          | 2,51%       |
| укупно: 1.151 |              |             |             |             |